# Comune di Bramsnæs
Il comune di Bramsnæs, fino al 1º gennaio 2007 è stato un comune danese situato nella contea di Roskilde, il comune aveva una popolazione di 9 391 abitanti (2005) e una superficie di 80 km². Capoluogo era la cittadina di Kirke Hyllinge.
Dal 1º gennaio 2007, con l'entrata in vigore della riforma amministrativa, il comune è stato soppresso e accorpato ai comuni di Hvalsø e Lejre per dare luogo al riformato comune di Lejre compreso nella regione della Selandia.